# 大苇莺

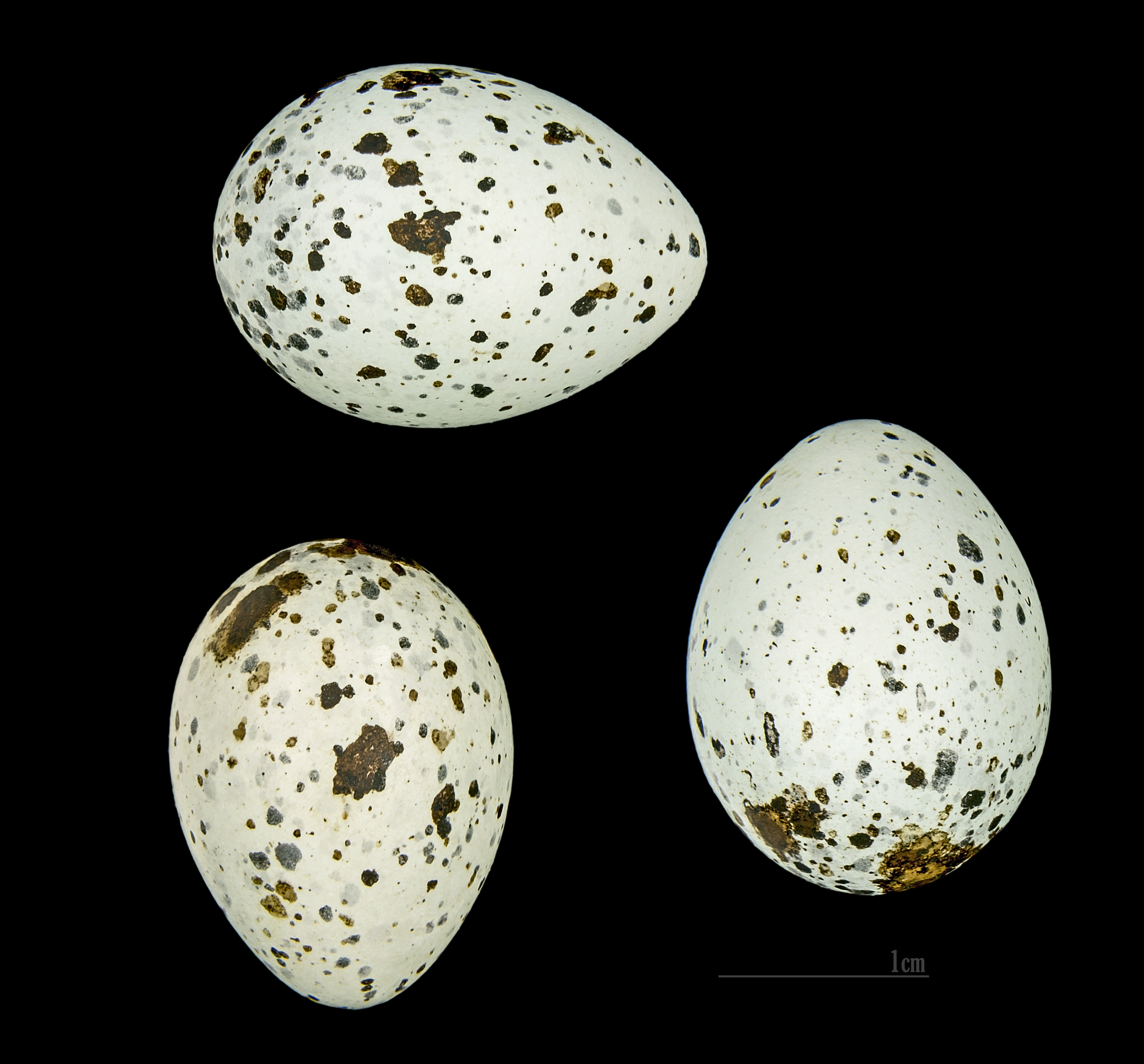
Acrocephalus arundinaceus

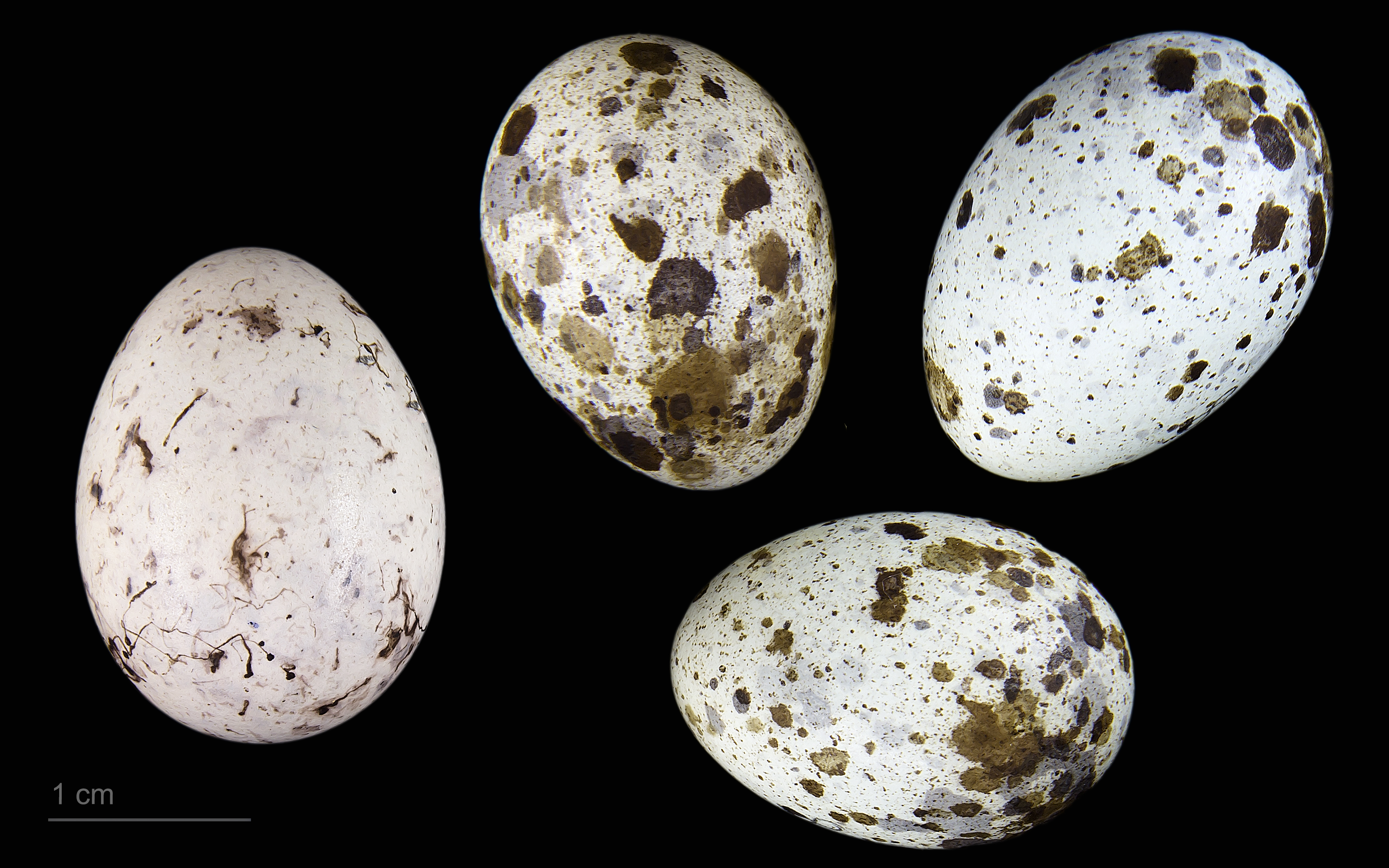
卵 Cuculus canorus canorus 在巢中 Acrocephalus arundinaceus

大苇莺（学名：Acrocephalus arundinaceus）为苇莺科苇莺属的鸟类。该物种分布在从欧洲到中亚的广大地区，其模式产地在北欧格但斯克。